# 474 a. C.
El año 474 a. C. fue un año del calendario romano prejuliano. En el Imperio romano se conocía como el Año del consulado de Medulino y Vulsón (o menos frecuentemente, año 280 Ab urbe condita). 

## Acontecimientos

### Grecia
- La ciudad de Cumas asediada por los etruscos solicita la ayuda de Hierón I de Siracusa.
- La armada siracusana derrota a la flota etrusca en Cumas (Campania).

### República Romana
- Paz entre Roma y la ciudad de Veyes por un periodo de 40 años.

- Datos: Q236345